# Jean Théodore Delacour
Jean Théodore Delacour (París, 26 de septiembre de 1890-Los Ángeles, 5 de noviembre de 1985) fue un ornitólogo estadounidense de origen francés.
Pasó su juventud en Picardie en la propiedad de sus padres. Ya en su juventud desarrolló un gran interés por las plantas y los animales. Su padre le construyó un aviario donde Jean criaba numerosas especies de aves (se decía que 1300).
Obtuvo el título de doctor en la Université Lille Nord de France justo cuando estalló la Primera Guerra Mundial. Su hermano murió durante un bombardeo y su reserva de animales salvajes fue completamente destruida.
Se instaló entonces en una mansión de Clères en Normandía donde creó un parque zoológico que se convirtió en el primer parque privado. El parque albergaba 3000 especímenes de 500 especies algunas de las cuales eran notablemente raras. Para conseguir sus ejemplares realizó numerosos viajes. Desde 1922 hasta la guerra, realizó una expedición por año, explorando especialmente Indochina. Las colecciones que consiguió fueron notables: 30000 aves y 8000 mamíferos repartidos entre París, Londres y Nueva York.
En 1931 publicó el libro Las aves de la Indochina francesa (Les Oiseaux de l'Indochine française), que se convirtió en una obra de referencia durante muchos años.
Insatisfecho con las publicaciones ornitológicas de la época, fundó la revista L'Oiseau que dirigirá hasta la Segunda Guerra Mundial.
Por razones desconocidas, la mansión de Clères ardió completamente el 15 de febrero de 1939. Poco tiempo después estalló la guerra y Jean Delacour partió hacia Nueva York en 1940 donde trabajó en el Zoo del Bronx. Sus funciones allí le permitían trabajar también en el American Museum of Natural History de Nueva York. Realizó monografías taxonómicas donde revisó ciertos taxones, como los de las familias de los Pycnonotidae, los Estrildidae, los Nectariniidae y los Anatidae. Respecto a estos últimos que conocía bien de su experiencia como criador, reconsideró el conjunto de su clasificación publicándolo en una monografía que apareció en 1945. Obtuvo la nacionalidad estadounidense en 1946.
En colaboración con Ernst Mayr publicó Birds of the Philippines en 1945 y después solo, Birds of Malaysia en 1947.
En 1952 obtuvo la dirección del museo de historia, ciencia y arte del condado de Los Ángeles. En esta nueva etapa, continuó criando aves y dedicó tiempo también a la horticultura en el sur de California. Paralelamente a sus actividades, continuó con la investigación científica publicando The Pheasants of the World (1951), Wild Pigeons and Doves (1959), The Waterfowl of the World (en cuatro volúmenes, 1951-1964) y, junto con Dean Amadon, Curassows and Related Birds (1973).
Se retiró en 1960 y comenzó entonces la restauración del parque de Clères.
En 1966 publicó su autobiografía, The Living Air. Y el mismo año, ofreció al Muséum national d'histoire naturelle de París el parque de Clères que dirigió junto con Pierre Ciarpaglini (1933-).
En 1978, Delacour se retiró completamente.
Toda su vida trabajó por la conservación del ambiente. Fue uno de los creadores del International Council for Bird Preservation (ICBP) que se convertiría posteriormente en Birdlife International.
Murió de un ataque cardiaco.

## Algunas publicaciones
- 1914 : Compte rendu de l'Exposition ornithologique de Liège. Bull. Soc. zool. acclimatation 61 : 285-287
- 1914 : Les Soui-mangas en captivité. Bull. Soc. zool. acclimatation 61 : 511-513
- 1914 : Reproduction en France du Touraco de Buffon. Bull. Soc. zool. acclimatation 61 : 579-580
- 1915 : Observations sur quelques Colombidés exotiques tenus en captivité. Bull. Soc. zool. acclimatation 62 : 40-43
- 1916 : Notes sur les élevages de Villers-Bretonneux en 1915. Bull. Soc. zool. acclimatation 63 : 313-314
- 1916 : Le Touraco de Buffon. Bull. Soc. zool. acclimatation 63 : 340-352
- 1916 : Les oiseaux de Villers-Bretonneux en 1916. Bull. Soc. zool. acclimatation 63 : 445-449
- 1916 : Le Parc ornithologique de Villers-Bretonneux près d'Amiens. Rev. fr. Orn. 4 : 249-252, 265-268, 286-290
- 1917 : Les raquettes du Motmot. Bull. Soc. zool. acclimatation 64 : 64
- 1917 : Le Touraco géant (Corytheola cristata). Bull. Soc. zool. acclimatation 64 : 354
- 1917 : Résistance au froid des oiseaux exotiques pendant l'hiver 1917. Bull. Soc. zool. acclimatation 64 : 309-312
- 1917 : Le Funingo des Seychelles, ou Colomgalle hérissé. Bull. Soc. zool. acclimatation 64 : 416-420
- 1918 : Croisement de Pigeons. Bull. Soc. zool. acclimatation 65 : 6-7
- 1918 : Notes d'élevage en 1917. Bull. Soc. zool. acclimatation 65 : 97-99
- 1920 : Les Oiseaux-Mouches en captivité. L'Oiseau 1 : 6-11, 35-38
- 1920 : Le Faisan Mikado Syrmaticus mikado (Ogilvie-Grant). L'Oiseau 1 : 49-51
- 1920 : Notes sur quelques collections d'oiseaux vivants en Angleterre. L'Oiseau 1 : 69-73
- 1920 : Le Loriot jaune de Java (Oriolus maculatus Vieill.). L'Oiseau 1 : 113
- 1920 : Le Cacatoès Gang-Gang Callocephalon galeatum (Lath.). L'Oiseau 1 : 161-162, 177-180
- 1920 : Une grande collection de Perruches et de Perroquets en Angleterre. L'Oiseau 1 : 202-206
- 1920 : Les oiseaux de Géry. L'Oiseau 1 : 209-210
- 1921 : La collection d'oiseaux de Caudebec-Lès-Elbeuf (Seine-Inf.). L'Oiseau 2 : 8-12
- 1921 : Les Barbus. L'Oiseau 2 : 20-22
- 1921 : Le Rollier à longue queue (Coracias caudatus L.). L'Oiseau 2 : 69-71
- 1921 : Les Grues, oiseaux de parc. L'Oiseau 2 : 87-92
- 1921 : L'Etourneau améthyste (Pholidauges verreauxi, Bocage). L'Oiseau 2 : 121-123
- 1921 : Une collection d'oiseaux en Italie. L'Oiseau 2 : 129-130
- 1921 : Mes oiseaux de parc en 1921. L'Oiseau 2 : 170-175
- 1921 : Note sur la nourriture des Trichoglosses. L'Oiseau 2 : 188-190
- 1922 : Le Stourne bronzé, Lamprocorax metallica (Temm.). L'Oiseau 3 : 1-2
- 1922 : L'Eperonnier chinquis, Polyplectron chinquis (S. Müll.). L'Oiseau 3 : 33-35
- 1922 : Un amateur d'oiseaux en Amérique tropicale. L'Oiseau 3 : 121-127, 153-157, 169-173, 185-186, 201-212, 225-226, 226-227, 227-230, 230-232, 242-247, 247-253
- 1922 : Le Liothrix d'Astley, Liothrix astleyi Delacour. L'Oiseau 3 : 194-196
- 1922 : La Bernache à tête grise et ses congénères, Chloephaga poliocephala, Gray. L'Oiseau 3 : 232-233
- 1922 : Notes sur les oiseaux nouveaux et les élevages de Clères en 1922. L'Oiseau 3 : 256-259
- 1923 : Les Oiseaux de Woburn. L'Oiseau 4 : 37-39
- 1923 : Les Oiseaux de Boyers House. L'Oiseau 4 : 93-97
- 1923 : Une collection de Gallinacés en Italie. L'Oiseau 4 : 185-188
- 1923 : La collection d'Oiseaux de M. Paul Vendran, à Montélimar (Drôme). L'Oiseau 4 : 203-207
- 1923 : Elevage du Martin à ailes noires, Graculipica melanoptera (Daud.) L'Oiseau 4 : 235-237
- 1923 : Les oiseaux de Clères en 1923. L'Oiseau 4 : 316-320
- 1924 : Elevage du Dendrocygne veuf, Dendrocygna viduata (Linnaeus). L'Oiseau 5 : 16-20
- 1924 : Notes ornithologiques d'Asie. L'Oiseau 5 : 43-52, 102-106
- 1924 : Quelques oiseaux d'Abyssinie. L'Oiseau 5 : 135-138
- 1924 : Les Agamis. L'Oiseau 5 : 182-186
- 1924 : En Indochine. L'Oiseau 5 : 193-196, 226-228, 228-230, 248-250, 283-285
- 1924 : Note sur quelques oiseaux de Clères en 1923. L'Oiseau 5 : 207-210
- 1924 : Les oiseaux de Rocheplatte. L'Oiseau 5 : 285-287
- 1924 : Les volières du Dr C. Arnault. L'Oiseau 5 : 307-309
- 1925 : Les oiseaux. Leur entretien, leur élevage. Volume I : Passereaux. Soc. nat. d'acclimatation de France, XII + 384 pp. 49 planchas, 14 en coloures (en colaboración con Marcel Legendre)
- 1925 : Une collection d'oiseaux d'Europe à Paris. L'Oiseau 6 : 22-25
- 1925 : Le Paroare à joues noires au Venezuela. L'Oiseau 6 : 77-79
- 1925 : Les oiseaux de Clères. L'Oiseau 6 : 104-112
- 1925 : En mémoire de Hubert D. Astley. L'Oiseau 6 : 158-159
- 1925 : Les Oiseaux de Caudebec-les-Elbeuf. L'Oiseau 6 : 166-169, 199
- 1925 : Notes d'Espagne et du Sud-Ouest de la France. L'Oiseau 6 : 170-173
- 1925 : Quelques mots sur les expéditions de recherches ornithologiques. L'Oiseau 6 : 213-215
- 1925 : Gooilust. L'Oiseau 6 : 219-221
- 1925 : Notes sur les Perruches ondulées. L'Oiseau 6 : 221-223
- 1925 : Brinsop Court en mai 1925. L'Oiseau 6 : 228-231
- 1925 : La Grue à cou noir, Megalornis nigricollis (Prjevalsky). L'Oiseau 6 : 233-236
- 1925 : La reproduction en captivité du Faisan d'Edwards et du Faisan Impérial, Hierophasis edwardsi (Oust.) et H. imperialis Del. et Jab. L'Oiseau 6 : 248-251
- 1925 : Mes élevages en 1925. L'Oiseau 6 : 279-287
- 1925 : La Colombe à capuchon gris, Gallicolumba rufescens (Vieill.) L'Oiseau 6 : 290-293
- 1925 : Elevage du Canard à bec jaune d'Abyssinie (Anas undulata rueppelli, Blyth). L'Oiseau 6 : 296-297
- 1925 : Elevage à la main d'un jeune Cariama. L'Oiseau 6 : 318-321
- 1926 : Le Râle strié, Hypotoenidia striata (L.). L'Oiseau 7 : 90-91
- 1926 : Les volières de M. P. Jabouille à Hué. L'Oiseau 7 : 119-122
- 1926 : Les oiseaux de Foxwarren. L'Oiseau 7 : 172-176
- 1926 : Au Tranninh. L'Oiseau 7 : 181-187
- 1926 : Quelques collections d'oiseaux vivants aux États-Unis. L'Oiseau 7 : 197-208
- 1926 : Les oiseaux au Japon. L'Oiseau 7 : 245-258, 280-289, 309-324, 350-358
- 1926 : Les oiseaux de Clères en 1926. L'Oiseau 7 : 358-362
- 1926 : Une collection d'oiseaux à Sfax (Tunisie). L'Oiseau 7 : 377-379
- 1927 : Le Pirolle à ventre jaune (Cissa hypoleuca Gigl. et Salvad.). L'Oiseau 8 : 74-76
- 1927 : La Grive-Geai à joues brunes Dryonastes lugens Oustalet. L'Oiseau 8 : 221-222
- 1927 : Notes sur quelques hybrides. L'Oiseau 8 : 276-284
- 1927 : Un œuf de Rheinardte en France. L'Oiseau 8 : 288
- 1927 : Notes sur les Oiseaux de Clères. L'Oiseau 8 : 312-317
- 1927 : Notes sur les Oiseaux de Caudebec-Les-Elbeuf. L'Oiseau 8 : 317-319
- 1927 : Notes de Foxwarren. L'Oiseau 8 : 324-328
- 1928 : Les oiseaux. Leur entretien, leur élevage. Volume II : Coraciiformes, rapaces, palmipèdes. Soc. nat. d'acclimatation de France, 288 pp. 49 planchas, 13 en coloures (en colaboración con Marcel Legendre)
- 1928 : Le Coucou terrestre de Renauld (Carpococcyx renauldi Oust.). L'Oiseau 9 : 10-13
- 1928 : Une collection de palmipèdes vivants en Californie. L'Oiseau 9 : 22-29
- 1928 : Notes d'Extrême-Orient. L'Oiseau 9 : 116-128, 147-153, 167-172
- 1928 : Les Oiseaux des îles Hawaï. L'Oiseau 9 : 183-190, 210-221, 242-251
- 1928 : Le Roulroul (Rollulus roulroul). L'Oiseau 9 : 201-206
- 1928 : Grives japonaises. L'Oiseau 9 : 229-231
- 1928 : Elevage du Canard à bec zoné (Anas zonorhyncha). L'Oiseau 9 : 232
- 1928 : Quatrième expédition en Indochine. L'Oiseau 9 : 257-269
- 1928 : Les Oiseaux de Foxwarren en 1928. L'Oiseau 9 : 273-275
- 1928 : Une visite aux volières du Docteur C. Arnault. L'Oiseau 9 : 276-279
- 1928 : Le Nandou de Darwin. L'Oiseau 9 : 280-284
- 1931 : Les Oiseaux de L'Indochine Française (4 vols)
- 1932 : Les oiseaux. Leur entretien, leur élevage. Volume III : Échassiers, oiseaux de mer, pigeons, gallinacés, coureurs. Soc. nat. d'acclimatation de France, 290 pp. 44 planchas, 8 en coloures (en colaboración con Marcel Legendre)
- 1943 : A revision of the subfamily Estrildinae of the family Ploceidae. Zoologica 28 : 69-86
- 1944 : A revision of the family Nectariniidae (sunbirds). Zoologica 29 : 17-38
- 1945 : con Ernst Mayr (1904-2005), Birds of the Philippines
- 1947 : Birds of Malaysia
- 1951 : The Pheasants of the World
- 1951-1964 : The Waterfowl of the World (4 vols)
- 1959 : Wild Pigeons and Doves
- 1966 : The Living Air: The Memoirs of an Ornithologist (autobiografía)
- 1973 : con Dean Amadon (1912-2003), Curassows and Related Birds

### Nuevas subespecies descritas
- Leiothrix lutea astleyi (Delacour,1921)
- Garrulax pectoralis robini Delacour 1927
- Branta hutchinsii taverneri Delacour 1951

## Abreviatura (zoología)
La abreviatura Delacour  se emplea para indicar a Jean Théodore Delacour como autoridad en la descripción y taxonomía en zoología.